# Strigoptera bimaculata
Strigoptera bimaculata (hay còn gọi là bọ kim quýt, bọ quýt, quýt tàu) là loài điển hình trong chi của nó thuộc họ bọ đá quý, thuộc tông Polycestini. Loài này phân bố ở Đông Nam Á.

## Mô tả
Strigoptera bimaculata có thân hình trụ thon dài và màu kim loại sáng bóng. Cánh có màu xanh kim loại với hai mảng màu cam ở giữa.

## Phân bố và sinh thái
Loài này đã được ghi nhận phân bố ở Ấn Độ, Myanmar, Thái Lan, Campuchia, Việt Nam, Philippines, Indonesia và Úc, trong các khu rừng ngập mặn và nông trại. Hawkeswood (1986,  1988) ghi nhận loài này sinh sản trên cây dà vôi, cao su và Camptostemon schultzii.